# Курінський Валерій Олександрович
Вале́рій Олекса́ндрович Курі́нський (13 липня 1939, Красноармійськ — 3 травня 2015, Київ) — український науковець, філософ, письменник, поет, композитор, музикант, поліглот, перекладач з більш ніж сотні мов, дослідник. Автор перекладів Левінаса, Рільке, Квазімодо, Бін Сінь, татарських поетів.

## Біографія
Народився 13 липня 1939 року в місті Покровськ (тоді Красноармійськ), Донецька область. У ранньому дитинстві під час Другої світової війни потрапив разом із сім'єю у концтабір недалеко від Відня, в Аустерліц. Сам Курінський про цей період життя відгукувався так: 
«…війна зробила з мене інтернаціональну дитину. Ми три роки прожили з батьками у трудовому таборі Австрії, поки нас не звільнили радянські війська. Окрім жахів, які я зазнав, у мене була можливість вивчати польську, німецьку, угорську мови, оскільки табір був багатомовним. Саме там я й почав перші самодослідження та дослідження свого мовного апарату, які потім, через десятки років, розвинулись у цілу систему».
Після закінчення війни, в 1945 році, його батьки і старший брат були повторно заарештовані та ув'язнені, але вже в СРСР. Екстерном закінчив школу. Батьки Валерія докладали багато зусиль для того, щоб їхні діти були освіченими. 
«Мої батьки дуже багато сил вкладали в нашу з братом освіту і в сімейних розмовах робили акцент на самоосвіті. Вони опікувалися тим, щоб ми знали кілька іноземних мов, приділяли увагу нашій музичній освіті.

Навіть після війни батьки, коли навкруги був голод і розруха, купили порося, відгодували його, продали і придбали нам із братом не щось, а справжнісінький рояль, щоб ми могли займатися музикою».
Здобув вищу музичну освіту в Київській консерваторії ім. П. І. Чайковського по класу скрипки, випускником якої став у 1969 році. До двадцяти п'яти років він самотужки опанував близько сорока мов.
Деякий час працював з Миколою Колессою перекладачем його уроків з кубинською молоддю. Будучи студентом консерваторії, працював журналістом у «Вечірньому Києві», знання мов дало йому можливість поспілкуватись з видатним італійським письменником, дитячим казкарем, Джанні Родарі. Декілька років Валерій Олександрович вів переписку з головою Спілки письменників Німеччини Райнером Кіршем, надсилав йому свої зауваження щодо перекладів творів Мандельштама німецькою. Там же, у «Вечірньому Києві», проходить журналістську та редакторську школу.
Після закінчення Київської консерваторії, йому пропонують посаду завідувача літературною частиною Київського оперного театру. Саме тут вперше він зустрівся з Євгенією Мірошниченко, Гізелою Циполою, Анатолієм Солов'яненком. Працюючи в опері, продовжує писати вірші до пісень, пісні до кінофільмів. Вже через рік Курінському пропонують нову посаду — Відповідальний секретар Спілки композиторів України. Він провів з'їзд композиторів, на якому до спілки композиторів було прийнято видатного композитора Валентина Сильвестрова, хоча до цього його документи викидалися зі списків кандидатів до вступу.
Творчість пов'язувала Курінського з композитором Ігорем Шамо. З ним написано кілька десятків пісень: кантата «Скомарошини», біля тридцяти пісень до п'єс, художніх та документальних фільмів, естради. Наприклад: «Вальс, вальс, вальс, хвиля дніпровська грає», «Впали дві зірниці» (цей твір часто виконує тріо «Либідь»), пісню «Слава рабочим рукам». Серед усіх цих творів чільне місце належить пісні «Мир добру и разуму». До цього твору в 1970 році Курінським були написані слова (російською та німецькою мовами), а згодом — пісня стала лавреатом Всесвітнього фестивалю молоді та студентів у Берліні. З Євгеном Станковичем було написано пісні до фільму «Рожденные революцией». А згодом, разом із цілою низкою композиторів — майже сотня пісень до інших фільмів. Співпрацював з такими колективами як тріо «Либідь», «Мареничі», «Думка», Українська чоловіча капела, Хор Верьовки, хор українського радіо та телебачення, Ансамбль пісні всесоюзного радіо, Ансамбль пісні та танцю київського військового округу, філармонічними колективами. Серед перших виконавців були Лев Лещенко та Павло Зібров. Для Театру російської драми ім. Лесі Українки написав у ті ж роки величезну кількість зонгів (зокрема, до таких вистав як «Интервью в Буэнос-Айресе», «Сталевары»). Теплі дружні стосунки пов'язують Валерія Олександровича з композитором Леонідом Олександровичем Грабовським.
У 1970 році Валерій молодим студентом був змушений з ідеологічних причин відмовитись від наукового ступеню в аспірантурі Інституту мистецтва, фольклору та етнографії ім. М. Т. Рильського. Його дисертація «Сучасне західне оперне мистецтво» продемонструвала, що не тільки в СРСР є мистецтво. Валерій як людина, котра мала доступ до багатьох іншомовних джерел, не міг піти у розріз зі своєю совістю і погодитися з радянськими ідеологами та музикознавцями, які не визнавали авангардного музичного мистецтва в країнах заходу, тому він вирішує відмовитись від захисту і активізувати свої творчі та наукові дослідження. Так народжувалася «Постпсихологія» та «Автодидактика» — наукові роботи з самоосвіти (розроблені й видані ще на початку дев'яностих вони лишаються актуальними й для сучасної молоді). А ще — «Самоосвітні роздуми», «Коли немає гувернантки», «Аеробіка в роті», збірки сонетів. Збирали велику кількість слухачів лекції по «Загальній теорії майстерності (навичок)», «Філософії здоров'я», «Теорії дружності». Для Маестро нормою стало починати ранок з написання нового сонета і закінчувати віршем, котрий був би літописом його прожитого дня. Це як своєрідний щоденник. І таких «щоденок» у нього понад десять тисяч. Постпсихологічна «Автодидактика» зуміла прищепити любов до самонавчання багатьом його учням. Не дивно, що багатогранний талант цієї людини помітили й гідно оцінили в далекому та близькому зарубіжжі. За останні п'ять років, понад тисячу симфонічних поем, більше вісімсот сонат стільки ж етюдів для фортепіано, створених за допомогою сучасних музичних технологій, чудове виконання у сольних концертах відразу усіх 24 каприсів Нікколо Паганіні (й це після надзвичайно складної операції, коли у маестро майже повністю відмовила права рука). Він був автором таких програм та проектів, як «Дитяча академія на колесах», «Дороговказ», «Вундердід», за його ініціативою та під його науковим керівництвом створюється підручник розмовної бурятської мови. Видані романи «Пирушка», «Восторг блуждающих пространств», «О, Нубия моя», збірки сонетів та афоризмів. Курінський є автором понад десяти тисяч сонетів українською, російською, англійською та іншими мовами, винахідником іграшки — посібника із фонетики, за допомогою якої діти моделюють мовні звороти, адаптуючись у дорослому середовищі — Гаварюши. Його теорії допомагають змінити модель мислення, віднайти нерозкриті внутрішні можливості й власне «Я». Курс Автодидактики читали в Академії соціології у Москві, постпсихологічну розробку викладання курсу було зроблено в Інституті Гнєсених та ін. Окрім цього, в Краснодарі функціонує Центр з підготовки майбутніх мам до пологів, де з успіхом використовують постпсихологічні ідеї Курінського.
Валерій Курінський загинув 3 травня 2015 року. 8 травня 2015 року в будівлі Національної спілки композиторів України відбулось прощання. Похований на Байковому кладовищі, ділянка № 33.

## Автодидактика
Валерій Курінській є автором методики «Автодидактика», що є системою для самонавчання і самовдосконалення людини, в якій пропонується ряд методів управління процесом самоосвіти, які по своїй суті задіюють управління психічними процесами.